# Les Millions de la bonne
Pour plus de détails, voir Fiche technique et Distribution.
Les Millions de la bonne est un film muet français réalisé par Louis Feuillade et sorti en 1913.

## Fiche technique
- Réalisation et scénario : Louis Feuillade
- Société de production : Société des Établissements L. Gaumont
- Format : Muet - Noir et blanc - 1,33:1 - 35 mm
- Genre : Comédie
- Durée : inconnue
- Date de sortie : 
  - France : 12 décembre 1913

## Distribution
- Madeleine Guitty : la Chaloupié
- Paul Manson : Chaloupié
- Georges Melchior : le fils Chaloupié
- Delphine Renot : la Fleur-de-Nave
- Henri Gallet : Fleur-de-Nave
- Mademoiselle Le Brun : Phémie
- Mademoiselle Marconi : la fille Fleur-de-Nave
- Devalence : le scieur de long
- Catherine Fonteney